# Kerk van Hviding
De Kerk van Hviding (Deens: Hviding Kirke) is het kerkgebouw van de lutherse parochie Hviding in de Deense gemeente Esbjerg.

## Bouw en geschiedenis
Met de bouw van de aan de aartsengel Michaël gewijde kerk werd omstreeks het jaar 1150 begonnen. De apsis, het koor en het oostelijke deel van het schip werden van Rijnlandse tufsteen opgetrokken. Het schip werd later verhoogd. In de vroeg-gotische tijd volgde de rest van het kerkschip met een westbouw bestaande uit twee torens en een voorportaal. De beide torens stortten in het midden van de 16e eeuw in en werden naderhand niet herbouwd. In plaats daarvan vond er een verlenging van het kerkschip plaats, waarbij baksteen werd gebruikt. Tijdens de restauratie in de jaren 1963-1967 werden fundamenten gevonden voor twee zijbeuken, die echter nooit werden gebouwd. 

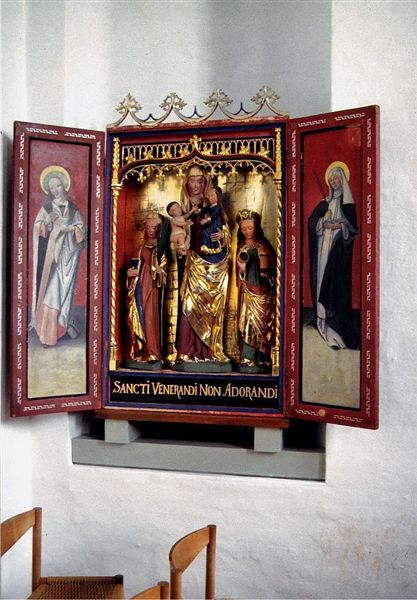
Maria-altaar

De kerk heeft één (in 1907 heropend) oorspronkelijk raam in de noordelijke muur. Het kerkschip heeft nu negen ramen: drie in het noorden, vier in het zuiden en twee in het westen. Het koor heeft drie ramen en de apsis een. Een zuidelijke toegang verdween, maar van een noordelijk dichtgemetseld portaal bleven de granieten omlijsting, de rondboog en een timpaan goed bewaard.
Het voorportaal werd in 1907 gebouwd en verving een ouder voorportaal uit 1668 dat in 1855 werd afgebroken.

## Interieur
Het gehele kerkinterieur kent, met uitzondering van de apsis dat over een gereconstrueerd gewelf uit 1907 beschikt, houten plafonds, dat in 1744 o.a. met wapens van Christiaan VI, koningin Sophia Magdalena alsook kroonprins Frederik en prinses Louise beschilderd werd.
De kerk was oorspronkelijk rijk aan fresco's. De apsis bezat romaanse fresco's die echter verloren gingen bij de herbouw van de apsis tijdens de grote restauratie in de jaren 1907-1913. Op de noordelijke muur zijn fresco's en fragmenten daarvan te zien uit circa 1300. Te zien zijn o.a. een kogge die voor anker ligt en een groot veld met patronen en niet te identificeren wapenschilden.
Het triptiek in het koor is de grootste kunstschat van de kerk en dateert uit 1520. Het hoofdveld toont in houtsnijwerk de gekruisigde Christus omgeven met heiligen binnen een rozenkrans. Aan de vleugels zijn vier reliëfs te zien van scènes van Sint-Michaël-voorstellingen uit de Legenda Aurea.
De middeleeuwse nissen in de koorboog bleven bewaard, al heeft men de zuidelijke nis ten behoeve van de kanseltrap naar de preekstoel uit 1767 doorbroken. In de oostelijke nis staat het Maria-altaar uit de late jaren 1400. In de schrijn staan de beelden van Anna, Maria met het Kind Jezus, geflankeerd door Maria Magdalena met kruis en een heilige met de martelaarspalm en een boek. Op de zijdeuren van het altaar staan Maria Magdalena en de martelares nog eens afgebeeld. De Latijnse tekst Sancti venerandi non adorandi onder het altaar maant de gelovige deze heiligen te vereren, maar niet te aanbidden.
Het laat-romaanse doopvont werd van Bentheimer zandsteen gemaakt en is van binnen bekleed met lood.
De westelijke galerij dateert uit 1704 en de orgelkas uit 1782.

## Afbeeldingen

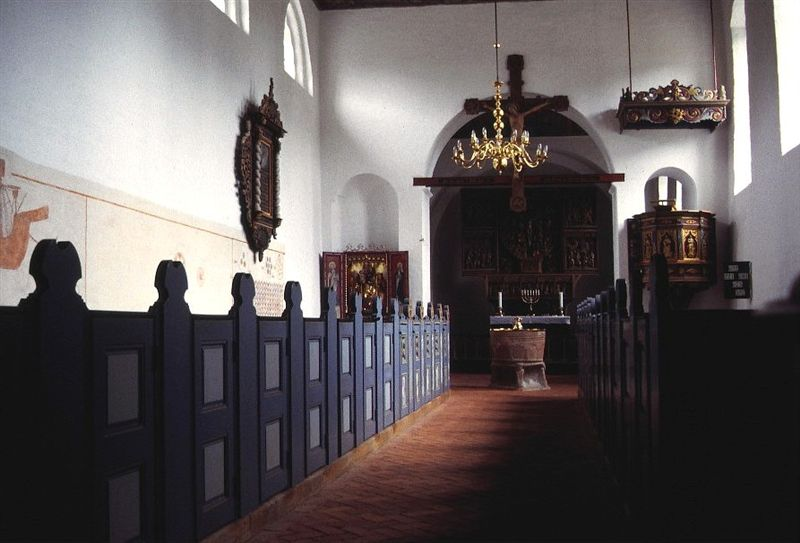
Overzicht interieur
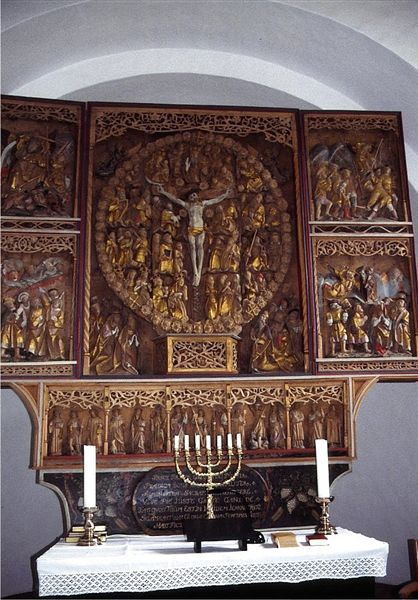
Altaar
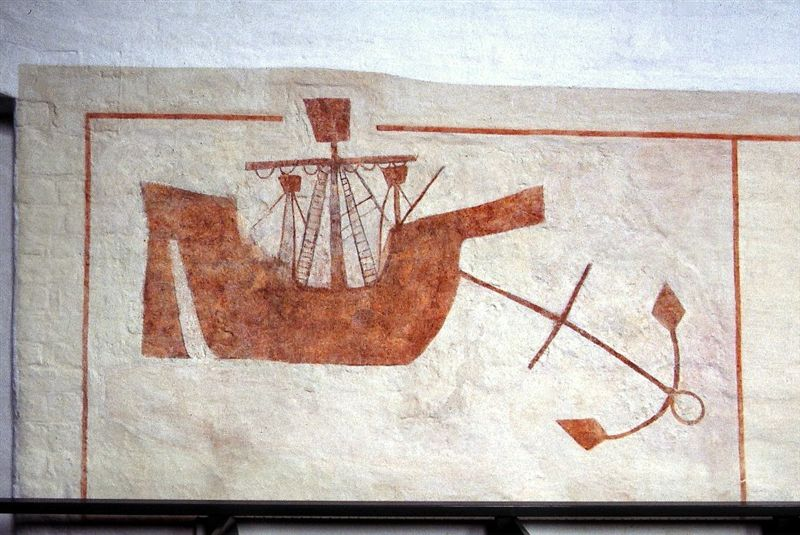
Kogge op de noordelijke muur
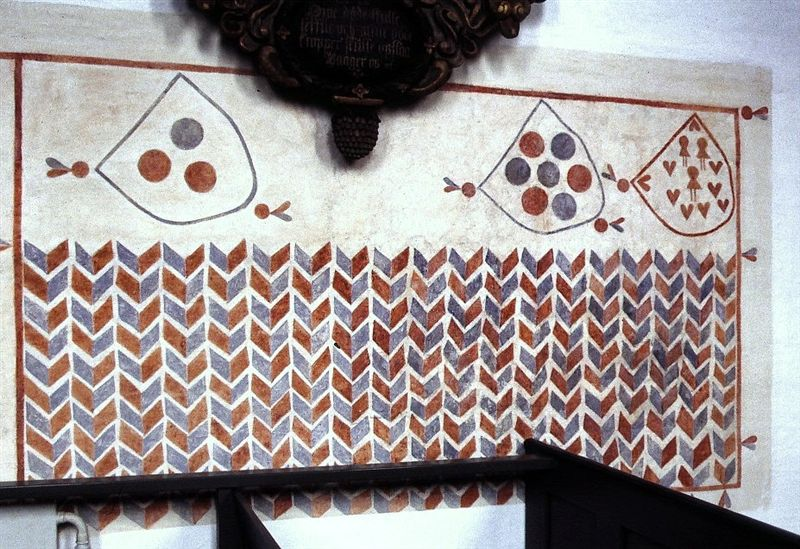
Fresco's